# الغوبرة (بعدان)

تعديل مصدري - تعديل

الغوبرة محلة تابعة لقرية الرصد، التابعة لعزلة دلال بمديرية بعدان إحدى مديريات محافظة إب في الجمهورية اليمنية، بلغ تعداد سكانها 24 حسب تعداد اليمن لعام 2004.